# I Liga 1984/1985
Ekstraklasa 1984/85 byla nejvyšší polskou fotbalovou soutěží. Vítězem se stal a do Poháru mistrů evropských zemí se kvalifikoval tým Górnik Zabrze. Do Poháru UEFA se kvalifikovaly týmy Legia Varšava a Lech Poznań. Účast v Poháru vítězů pohárů si zajistil vítěz poháru Widzew Łódź.
Soutěže se zúčastnilo celkem 16 celků, soutěž se hrála způsobem každý s každým doma-venku (celkem tedy 30 kol) systémem podzim-jaro. Při shodném počtu bodů rozhodovaly o pořadí vzájemné zápasy. Sestoupily poslední 2 týmy Radomiak Radom a Wisla Krakov. Zápas Wisla Krakov-Górnik Zabrze byl přerušen ve 32 minutě pro mlhu a byl opakován, někteří fotbalisté tedy mají odehráno 31 zápasů.

## Tabulka
| Poř. | Tým                | Z  | V  | R  | P  | VG | OG | B  |
| ---- | ------------------ | -- | -- | -- | -- | -- | -- | -- |
| 1.   | Górnik Zabrze      | 30 | 16 | 10 | 4  | 38 | 16 | 42 |
| 2.   | Legia Varšava      | 30 | 17 | 7  | 6  | 36 | 19 | 41 |
| 3.   | Widzew Łódź        | 30 | 13 | 12 | 5  | 34 | 16 | 39 |
| 4.   | Lech Poznań        | 30 | 14 | 10 | 6  | 41 | 31 | 38 |
| 5.   | Zagłębie Sosnowiec | 30 | 11 | 9  | 10 | 37 | 38 | 31 |
| 6.   | ŁKS Łódź           | 30 | 11 | 8  | 11 | 31 | 32 | 30 |
| 7.   | Ruch Chorzów       | 30 | 10 | 9  | 11 | 28 | 28 | 29 |
| 8.   | Górnik Wałbrzych   | 30 | 8  | 13 | 9  | 32 | 35 | 29 |
| 9.   | Motor Lublin       | 30 | 9  | 9  | 12 | 30 | 36 | 27 |
| 10.  | GKS Katowice       | 30 | 7  | 12 | 11 | 22 | 28 | 26 |
| 11.  | Pogoń Szczecin     | 30 | 9  | 8  | 13 | 29 | 36 | 26 |
| 12.  | Lechia Gdańsk (N)  | 30 | 8  | 10 | 12 | 23 | 34 | 26 |
| 13.  | Bałtyk Gdynia      | 30 | 9  | 8  | 13 | 22 | 35 | 26 |
| 14.  | Śląsk Wrocław      | 30 | 8  | 9  | 13 | 34 | 36 | 25 |
| 15.  | Radomiak Radom (N) | 30 | 8  | 9  | 13 | 29 | 32 | 25 |
| 16.  | Wisla Krakov       | 30 | 7  | 7  | 16 | 19 | 33 | 21 |

|  | Pohár mistrů evropských zemí 1985/86 |
|  | Pohár vítězů pohárů 1985/86          |
|  | Pohár UEFA 1985/86                   |
|  | Sestup do 2. ligy                    |

## Nejlepší střelci
|    |        | hráč               | tým              | PG |
| -- | ------ | ------------------ | ---------------- | -- |
| 1. | Polsko | Leszek Iwanicki    | Motor Lublin     | 14 |
| 2. | Polsko | Mirosław Okoński   | Lech Poznań      | 13 |
| 3. | Polsko | Włodzimierz Ciołek | Górnik Wałbrzych | 11 |
| 3. | Polsko | Jan Urban          | Pogoń Szczecin   | 11 |

## Soupiska mistra -Górnik Zabrze
Eugeniusz Cebrat (30/0), Józef Wandzik (1/0) - Leszek Brzeziński (3/0), Ryszard Cyroń (30/1), Józef Dankowski (28/2), Bogdan Gunia (29/1), Joachim Klemenz (30/2), Ryszard Komornicki (30/6), Marek Kostrzewa (31/0), Erwin Kożlik (1/1), Werner Leśnik (16/1), Marek Majka (31/6), Waldemar Matysik (31/1), Adam Ossowski (16/0), Andrzej Pałasz (31/5), Marek Piotrowicz (13/0), Janusz Pontus (3/0), Marian Zalastowicz (6/0), Andrzej Zgutczyński (28/6) - trenér Hubert Kostka